# 2016年大西洋飓风季时间轴

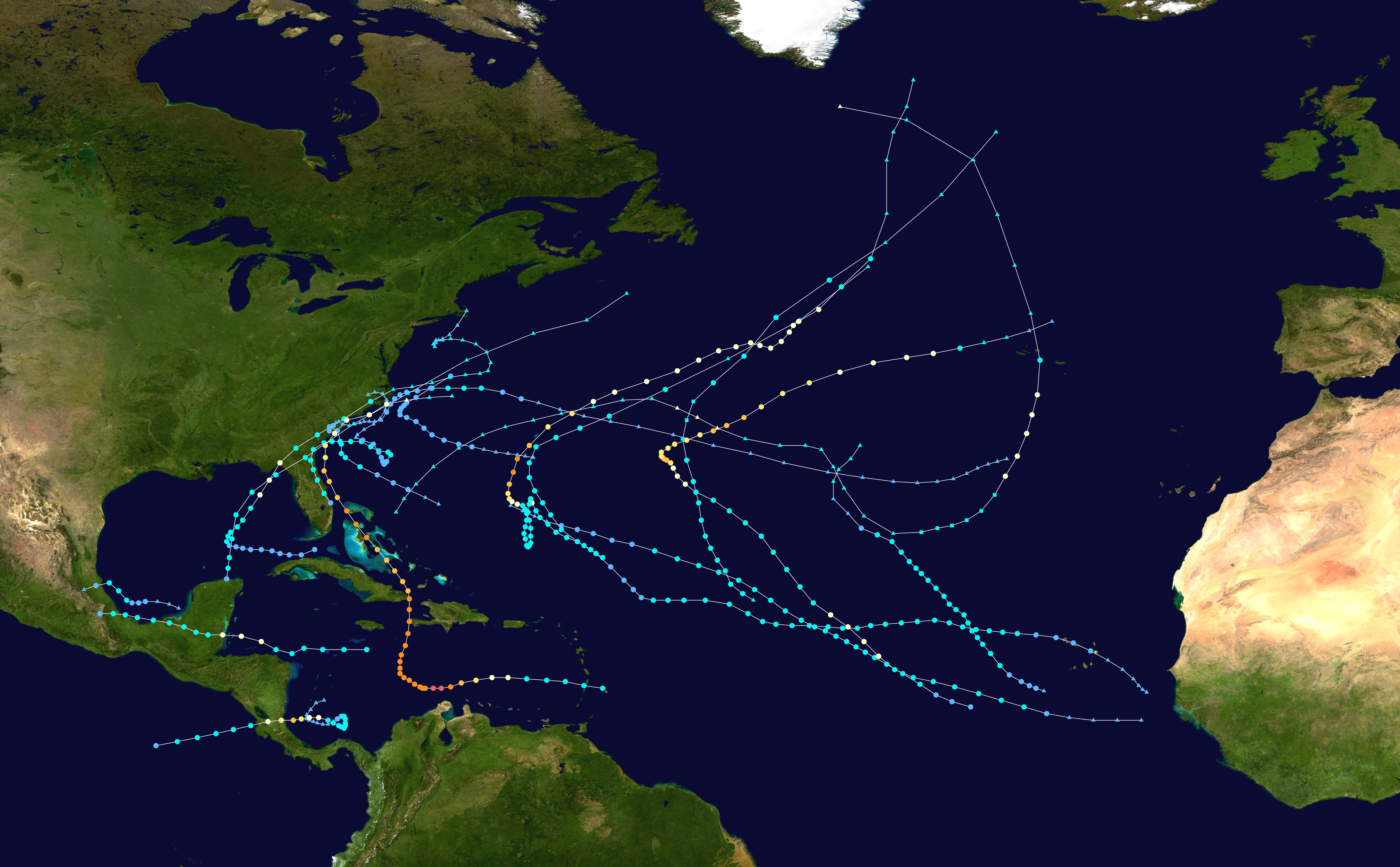
2016年所有大西洋热带气旋的移动路线

2016年大西洋飓风季是2012年后第一个活跃程度高于平均水平、并且造成经济损失最惨重的大西洋飓风季，也是2008年后造成死亡人数最多的大西洋飓风季，登陆美国并且获命名的热带气旋数量与2008年持平。飓风季从6月1日正式开始，同年11月30日结束，通常每年北大西洋绝大多数热带和副热带气旋活动都发生在这段时间。飓风亚历克斯是本季首场风暴，于1月12日成形；最后一个气旋飓风奥托于11月26日消散。
全季共形成16个热带低气压，其中15个增强成热带风暴，七个达到飓风标准，四个成为大型飓风。亚历克斯提前拉开飓风季序幕后登陆亚速尔群岛，成为1954年飓风爱丽丝过后首个一月登陆的北大西洋热带气旋。六月，热带风暴科林和热带风暴达尼埃尔分别创下大西洋飓风季中形成日期最早的第三和第四个命名风暴纪录。9月2日，飓风赫敏以一级飓风强度登上佛罗里达州海岸，是2005年飓风威尔玛过后首场吹袭该州的飓风。九月末至十月初，颶風馬修在加勒比海和美國東南部各地造成重大破坏，损失数额达150.9亿美元，还导致603人丧生，至今仍是有纪录以来造成经济损失第九惨重的大西洋飓风和在美国导致损失第十惨重的飓风和。十月中旬，飓风妮科尔达到四级飓风标准后以大型飓风强度直接袭击百慕大，是2003年飓风法比安后第一场登陆该岛的大型飓风。飓风奥托为2016年大西洋飓风季收尾，不但是有纪录以来北大西洋成型日期最晚的大型飓风，还是颶風塞薩爾-道格拉斯过后第一个从大西洋盆地进入太平洋盆地并保持热带天气系统特征的气旋。
2016年大西洋飓风季时间轴记载全季所有热带或亚热带气旋形成、增强、减弱、登陆，转变成溫帶氣旋及消散的具体信息，还包括飓风季期间没有发布的信息，如美国国家飓风中心飓风季过后重新分析并回顾各风暴时的更新，包括最大持续风速、位置、距离在内的所有数字均四舍五入成整数。

## 时间轴

### 1月
1月12日
- 协调世界时18点，25°06′N 35°54′W / 25.1°N 35.9°W：加那利群岛西南偏西约1850公里海域的低气压区发展成副热带风暴亚历克斯[12]。

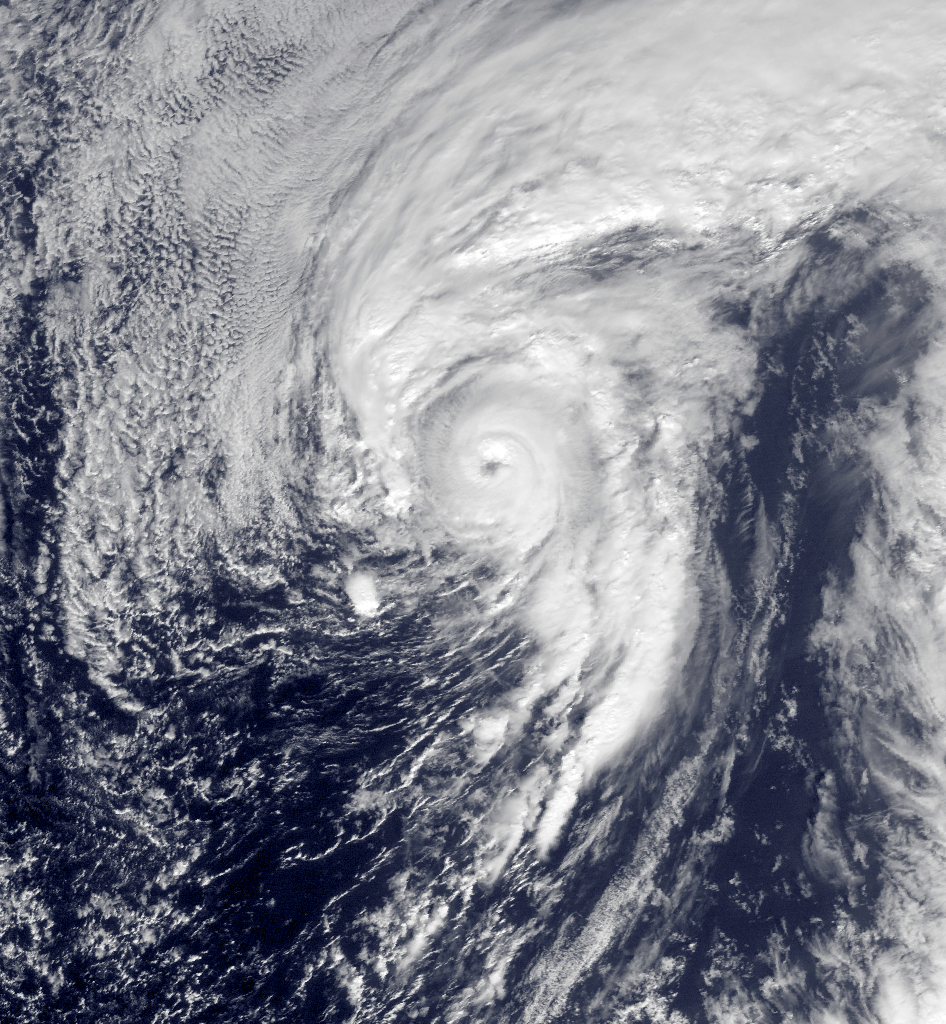
1月14日正处最高强度的飓风亚历克斯

1月14日
- 6点，29°18′N 29°36′W / 29.3°N 29.6°W：副热带风暴亚历克斯在亚速尔群岛以南约1015公里洋面完全转变成热带气旋并增强成一级飓风，成为1938年后首场在一月成型的大西洋飓风，也是1955年后首场一月存在的飓风[12]。
- 12点，30°48′N 28°42′W / 30.8°N 28.7°W：飓风亚历克斯在亚速尔群岛西南偏南约740公里水域达到最大持续风速每小时140公里，最低气压981毫巴（百帕，28.97英寸汞柱）的最高强度[12]。

1月15日
- 12点，38°00′N 27°00′W / 38.0°N 27.0°W：飓风亚历克斯在亚速尔群岛特塞拉岛东南偏南约75公里处减弱成热带风暴[12]。
- 13点15分，38°42′N 27°06′W / 38.7°N 27.1°W：热带风暴亚历克斯以风力时速100公里强度登陆特塞拉岛[12]。
- 18点，41°30′N 27°42′W / 41.5°N 27.7°W：热带风暴亚历克斯在特塞拉岛以北约305公里海域转变成溫帶氣旋[12]。

### 5月
5月27日
- 18点，28°18′N 74°24′W / 28.3°N 74.4°W：巴哈马阿巴科群岛东北方向约330公里洋面的低气压区发展成第二号热带低气压[13]

5月28日
- 12点，30°00′N 78°00′W / 30.0°N 78.0°W：第二号热带低气压在南卡罗来纳州查尔斯顿东南偏南约360公里位置强化成热带风暴邦尼[13]。
- 18点，30°42′N 79°06′W / 30.7°N 79.1°W：热带风暴邦尼在查尔斯顿东南方向约400公里水域达到持续风速每小时75公里的最高强度[13]。

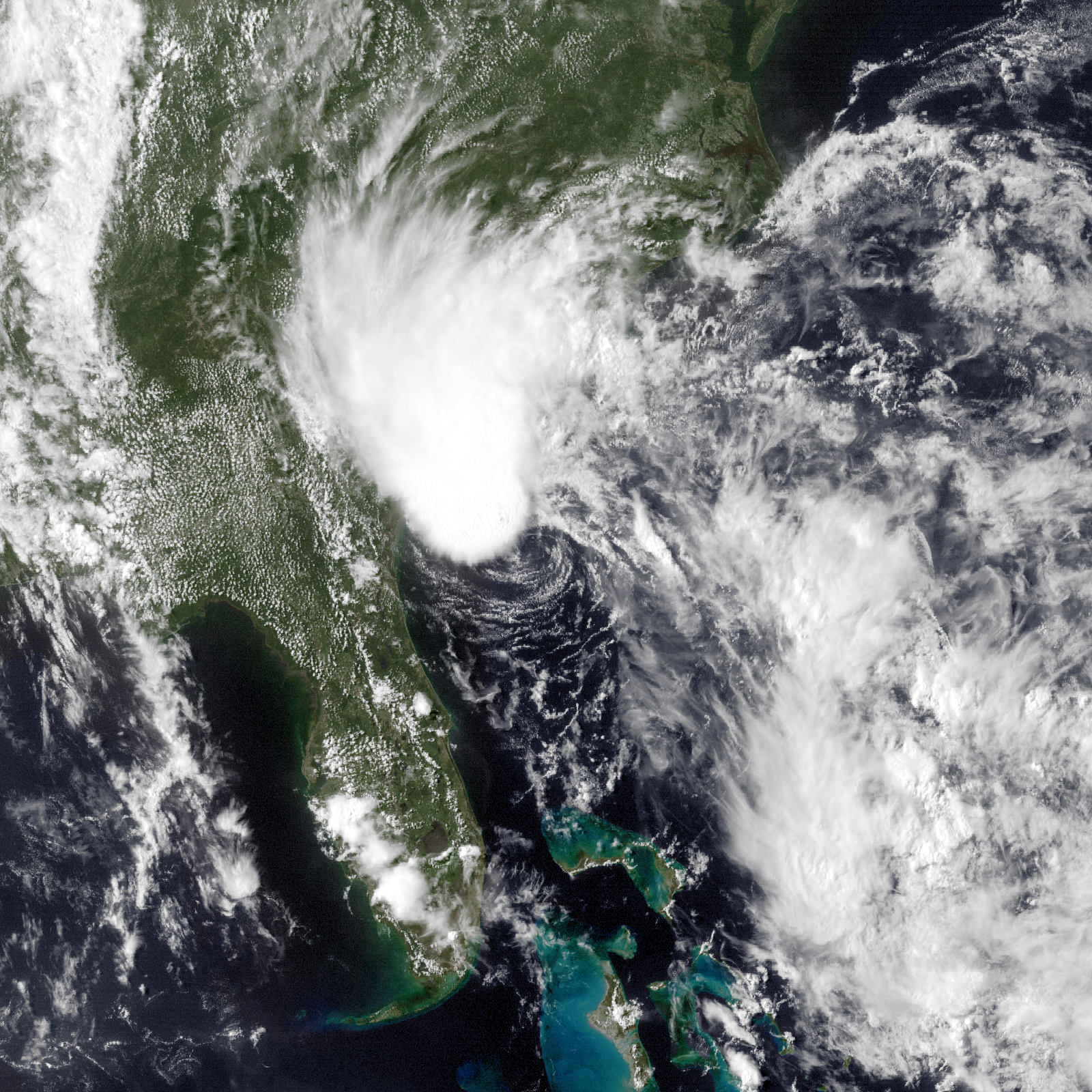
5月28日正处最高强度的热带风暴邦尼

5月29日
- 12点，32°42′N 79°42′W / 32.7°N 79.7°W：热带风暴邦尼在查尔斯顿以东约25公里近海降级成热带低气压[13]。
- 12点30分，32°48′N 79°48′W / 32.8°N 79.8°W：热带低气压邦尼以风力时速55公里强度登陆南卡罗来纳州棕榈岛[13]。

5月30日
- 12点，33°18′N 79°48′W / 33.3°N 79.8°W热带低气压邦尼在北卡罗来纳州威尔明顿退化成不含对流的残留低气压区[13]。

### 6月
6月1日
- 2016年大西洋飓风季正式开始[3]。

6月2日
- 0点，34°06′N 76°00′W / 34.1°N 76.0°W：邦尼的残留在距北卡罗来纳州瞭望角（Cape Lookout）约75公里近海重新发展成热带低气压[13]。

6月3日
- 0点，35°36′N 74°30′W / 35.6°N 74.5°W：热带低气压邦尼在北卡罗来纳州哈特拉斯角（Cape Hatteras）东北偏东约100公里洋面达到1006毫巴（百帕，29.71英寸汞柱）的最低气压值[13]。
- 12点，35°54′N 72°36′W / 35.9°N 72.6°W热带低气压邦尼在哈特拉斯角东北偏东约260公里海域重新增强成热带风暴[13]。

6月4日
- 12点，35°36′N 67°18′W / 35.6°N 67.3°W：热带风暴邦尼在百慕大西北方向经435公里位置第二次降级成热带低气压[13]。

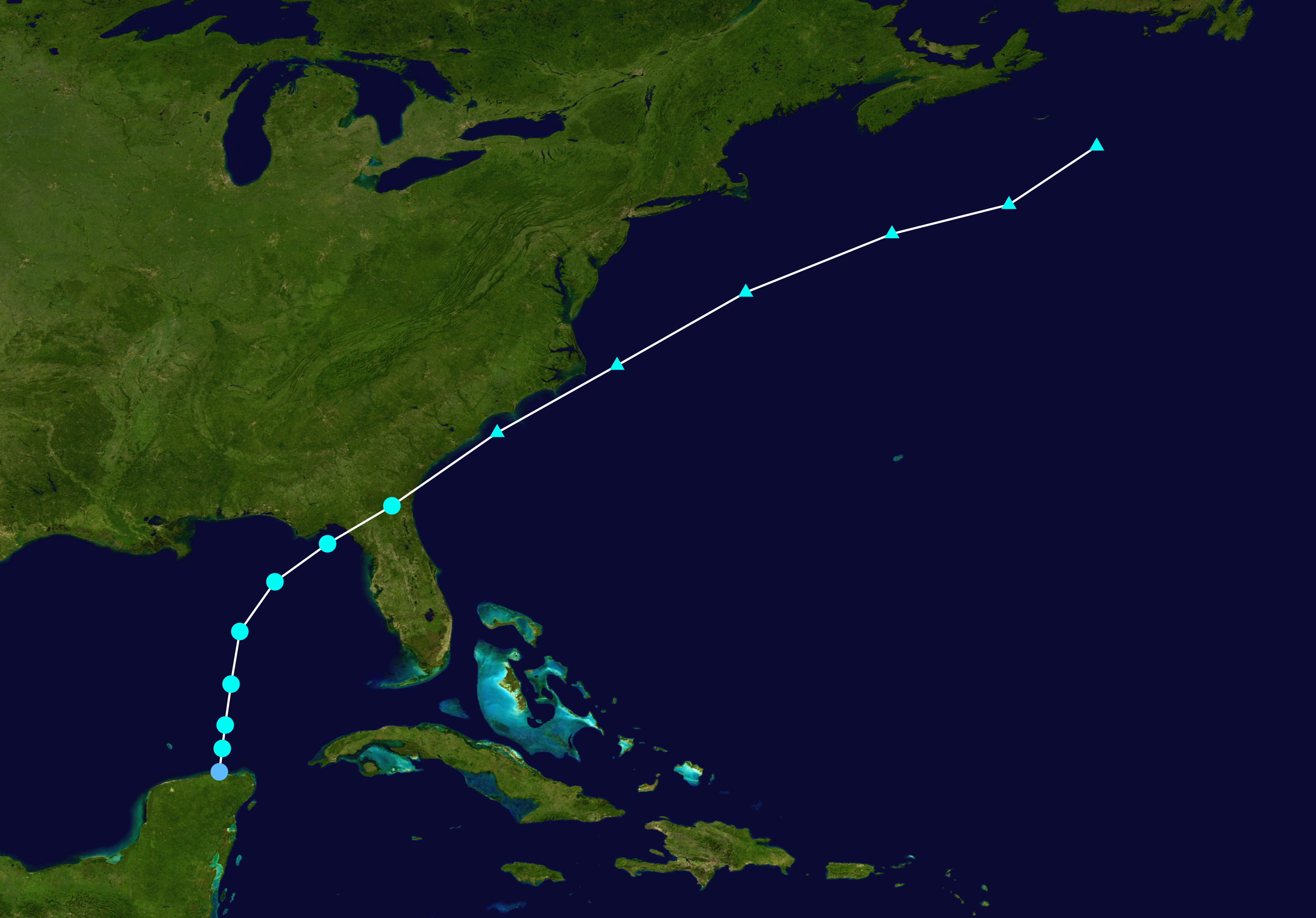
六月初热带风暴科林的移动路线

6月5日
- 0点，34°48′N 64°36′W / 34.8°N 64.6°W：热带低气压邦尼在百慕大以北约280公里水域再度消退成不含对流的残留低气压区[13]。
- 12点，21°36′N 88°00′W / 21.6°N 88.0°W：尤卡坦半岛坎昆西北偏西约130公里近海的低气压区发展成第三号热带低气压[14]。
- 18点，22°24′N 87°54′W / 22.4°N 87.9°W：第三号热带低气压在坎昆西北方向约175公里海域强化成热带风暴科林[14]。

6月7日
- 0点，29°24′N 84°18′W / 29.4°N 84.3°W：热带风暴科林在佛罗里达州塔拉赫西以南约110公里近海达到持续风速每小时85公里，最低气压1001毫巴（百帕，29.56英寸汞柱）的最高强度[14]。
- 2点，29°48′N 83°36′W / 29.8°N 83.6°W：热带风暴科林以风力时速85公里强度从佛罗里达州基顿海滩附近登陆[14]。
- 12点，33°12′N 78°30′W / 33.2°N 78.5°W：热带风暴科林在北卡罗来纳州威尔明顿西南偏南约120公里近海转变成温带气旋[14]。

6月19日

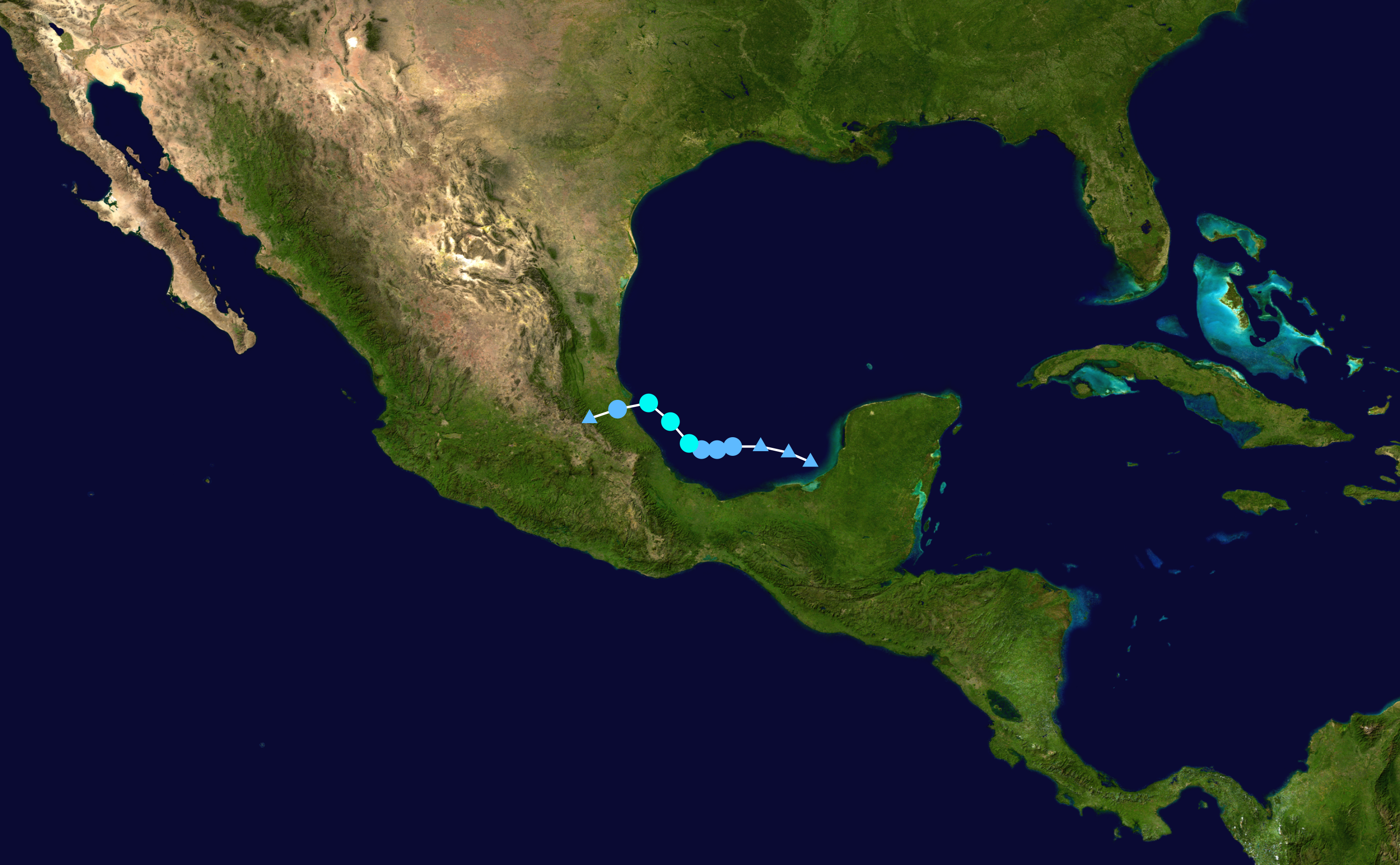
六月下旬热带风暴达尼埃尔的路径图

- 12点，19°54′N 94°06′W / 19.9°N 94.1°W：墨西哥韦拉克鲁斯市东北偏东约235公里水域的低气压区发展成第四号热带低气压[15]。

6月20日
- 6点，20°00′N 95°30′W / 20.0°N 95.5°W：第四号热带低气压在韦拉克鲁斯市东北偏北约110公里近海升级成热带风暴达尼埃尔[15]。
- 12点，20°42′N 96°06′W / 20.7°N 96.1°W：热带风暴达尼埃尔在韋拉克魯斯州塔米亚瓦（Tamiahua）东南偏东约155公里水域达到风力时速75公里，最低气压1007毫巴（百帕，29.74英寸汞柱）的最高强度[15]。
- 22点，21°12′N 97°24′W / 21.2°N 97.4°W：热带风暴达尼埃尔以持续风速每小时65公里强度登陆塔米亚瓦[15]。

6月21
- 0点，21°06′N 97°48′W / 21.1°N 97.8°W：热带风暴达尼埃尔在塔米亚瓦西南方向仅35公里近海弱化成热带低气压[15]。
- 6点，20°48′N 98°42′W / 20.8°N 98.7°W：热带低气压达尼埃尔在塔米亚瓦西南方向约140公里洋面消退成不含对流的残留低气压区[15]。

### 7月
- 本月北大西洋没有热带或副热带气旋活动。

### 8月
8月2日
- 6点，16°18′N 77°30′W / 16.3°N 77.5°W：牙买加以南约185公里海域的低气压区发展成热带风暴厄尔[16]。

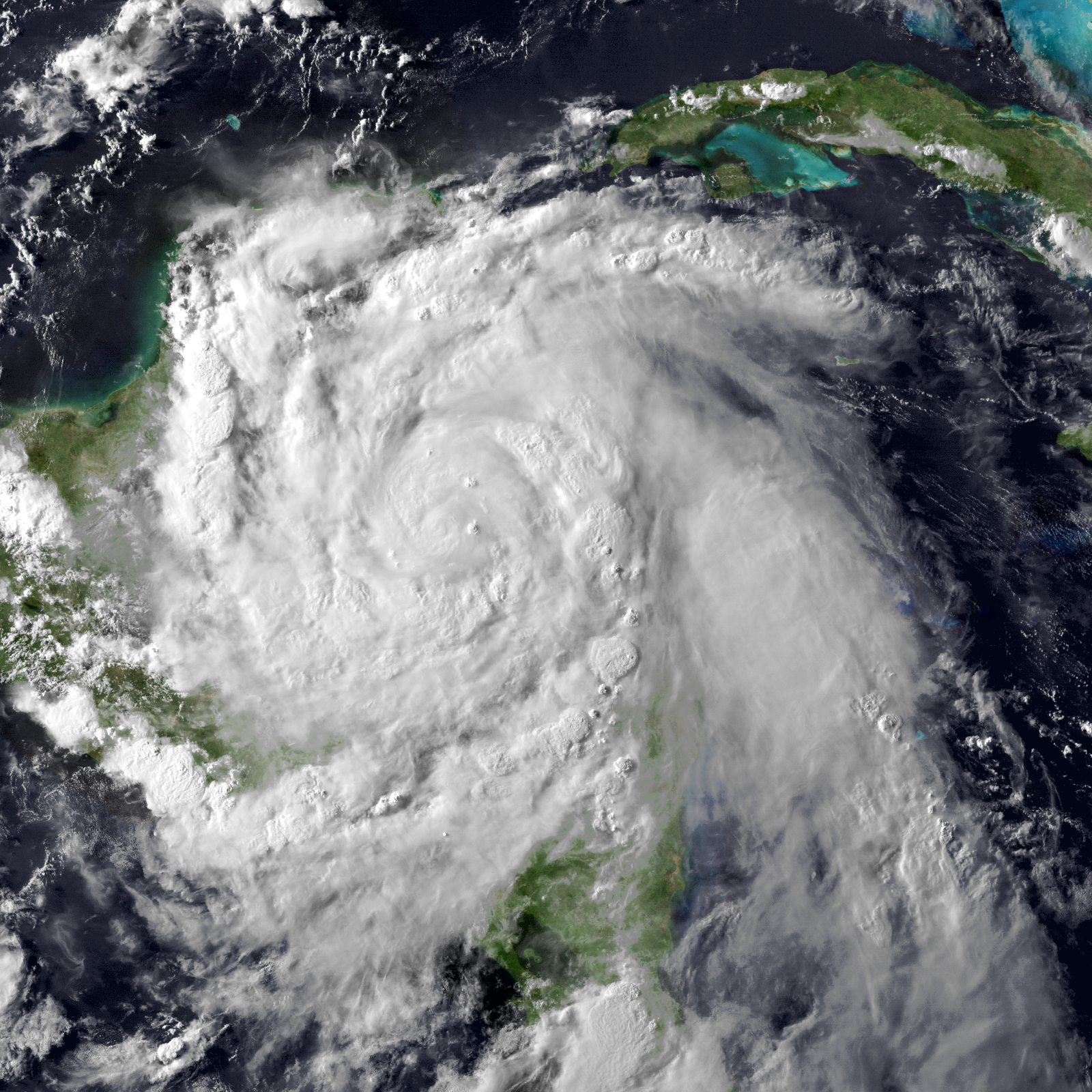
8月3日，飓风厄尔逼近伯利兹

8月3日
- 18点，16°54′N 85°24′W / 16.9°N 85.4°W：热带风暴厄尔在安伯格里斯島特内菲环礁（Turneffe Atoll）东南偏东约265公里位置升级成一级飓风[16]日

8月4日
- 4点，17°24′N 87°48′W / 17.4°N 87.8°W：飓风厄尔达到持续风速每小时140公里，最低气压979毫巴（百帕，28.91英寸汞柱）的最高强度，并在几乎同一时间登陆伯利兹特恩莱夫岛[16]。
- 6点，17°24′N 88°18′W / 17.4°N 88.3°W：飓风厄尔以风力时速140公里强度在伯利兹城以南仅十公里处每二次登陆[16]。
- 12点，17°24′N 89°24′W / 17.4°N 89.4°W：飓风厄尔在伯利兹城以西约130公里近海减弱成热带风暴[16]。

8月6日
- 2点30分，19°00′N 96°00′W / 19.0°N 96.0°W：热带风暴厄尔以持续风速每小时95公里强度从韦拉克鲁斯市东南偏东仅25公里处第三次也是最后一次登陆[16]。
- 12点，19°00′N 97°30′W / 19.0°N 97.5°W：热带风暴厄尔在墨西哥奧里薩巴西北方向约50公里位置降级成热带低气压[16]。
- 18点，热带低气压厄尔在墨西哥中部上空消散[16]。
- 18点，12°00′N 32°12′W / 12.0°N 32.2°W：佛得角群岛西南偏西约1150公里洋面的低气压区发展成第六号热带低气压[17]。

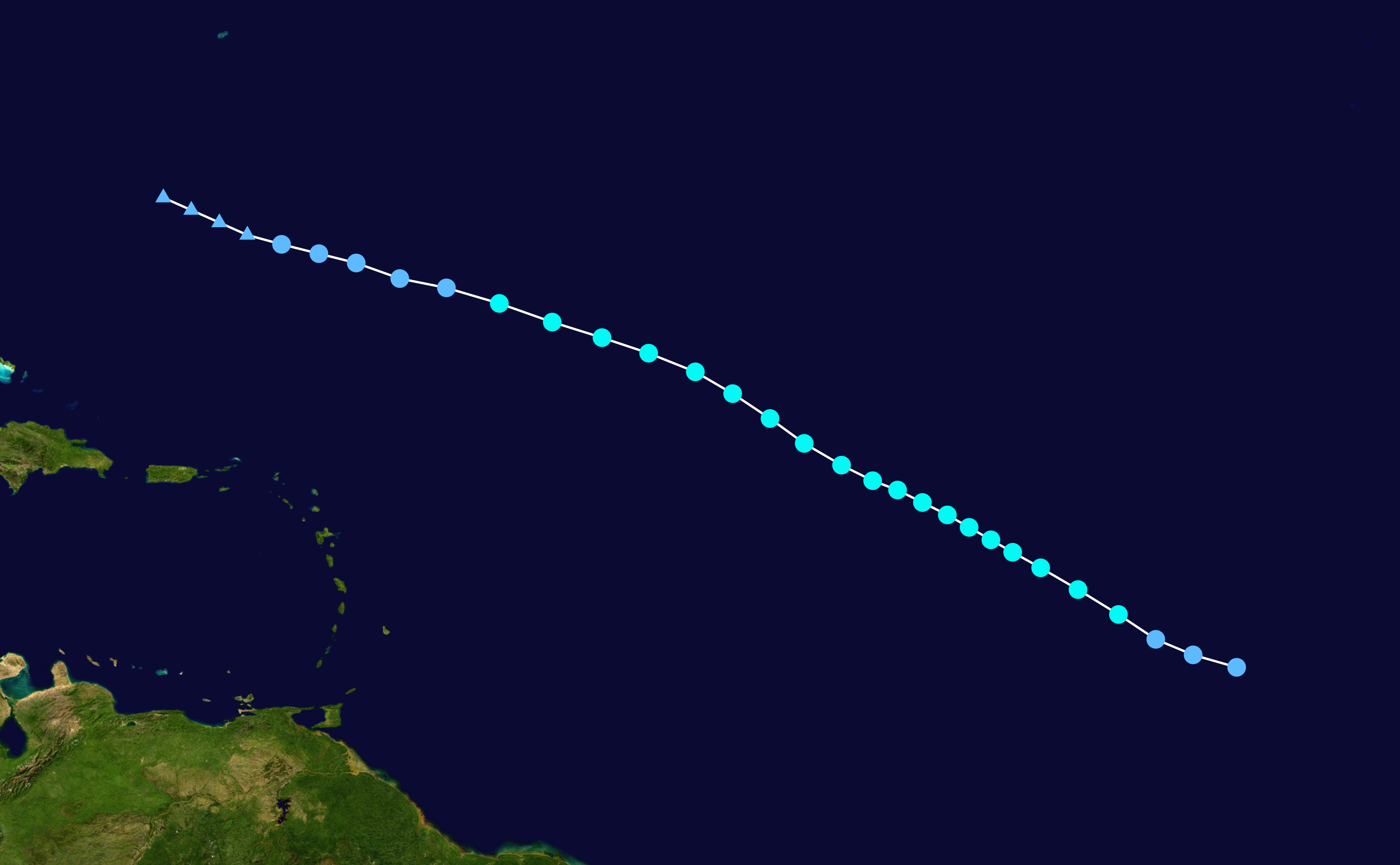
8月中旬热带风暴菲奥娜的移动路线

8月17日
- 12点，13°42′N 36°00′W / 13.7°N 36.0°W第六号热带低气压在佛得角群岛以西约1480公里水域强化成热带风暴菲奥娜[17]。

8月19日
- 0点，16°54′N 41°30′W / 16.9°N 41.5°W：热带风暴菲奥娜在背风群岛东北偏东约1330公里海域达到风力时速85公里，最低气压1004毫巴（百帕，29.65英寸汞柱）的最高强度[17]。

8月22日
- 6点，24°12′N 57°36′W / 24.2°N 57.6°W：热带风暴菲奥娜在百慕大东南方向约1240公里洋面减弱成热带低气压[17]。
- 12点，11°30′N 26°30′W / 11.5°N 26.5°W：佛得角群岛最南端西南方向约490公里位置的低气压区发展成第七号热带低气压[18]。
- 18点，12°00′N 28°12′W / 12.0°N 28.2°W：第七号热带低气压在佛得角群岛最南端西南方向约500公里水域强化成热带风暴加斯顿[18]。

8月23日
- 12点，25°54′N 64°00′W / 25.9°N 64.0°W：热带低气压菲奥娜在百慕大以南约690公里海域消退成残留低气压区[17]。

8月24日
- 12点，15°48′N 39°06′W / 15.8°N 39.1°W：热带风暴加斯顿在佛得角群岛以西约1555公里洋面成为一级飓风[18]。

8月25日
- 12点，19°48′N 44°00′W / 19.8°N 44.0°W：飓风加斯顿在佛得角群岛西北偏西约2130公里位置弱化成热带风暴[18]。

8月27日
- 18点，28°42′N 53°36′W / 28.7°N 53.6°W：热带风暴加斯顿在百慕大东南方向约1145公里水域再度升级成一级飓风[18]。

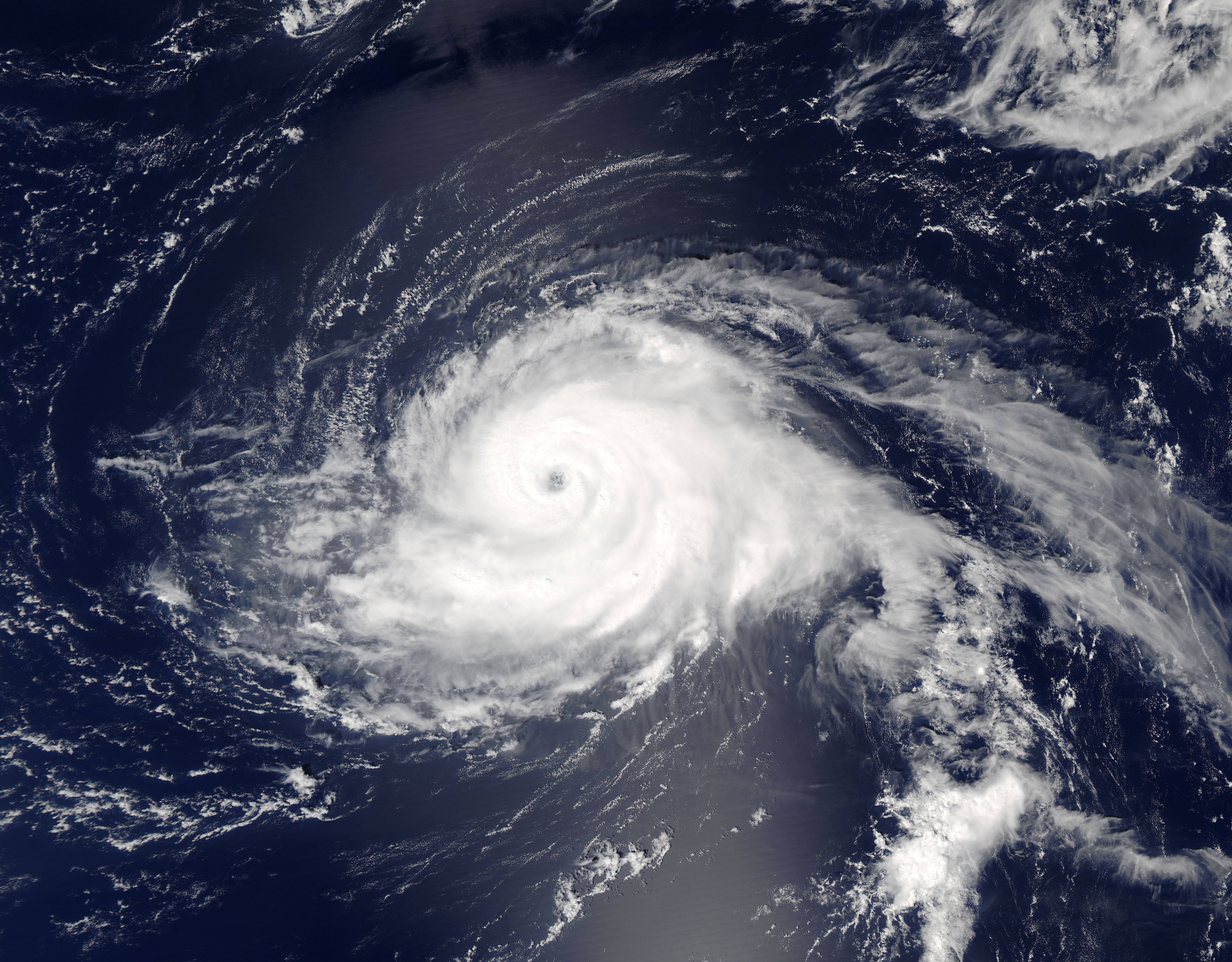
8月28日正处大型飓风强度的飓风加斯顿

8月28日
- 12点，30°18′N 54°42′W / 30.3°N 54.7°W：飓风加斯顿在百慕大东南偏东约980公里位置达到二级飓风标准[18]。
- 12点，31°30′N 69°36′W / 31.5°N 69.6°W：哈特拉斯角东南方向约650公里水域的低气压区发展成第八号热带低气压，并在几乎同一时间达到持续风速每小时55公里，最低气压1010毫巴（百帕，29.83英寸汞柱）的最高强度[19]。
- 18点，30°30′N 55°00′W / 30.5°N 55.0°W：飓风加斯顿在百慕大东南偏东约950公里海域增强成三级飓风[18]。
- 18点，23°48′N 81°24′W / 23.8°N 81.4°W：佛罗里达州基韋斯特东南偏南约95公里近海的低气压区发展成第九号热带低气压[20]。

8月29日
- 0点，30°36′N 55°12′W / 30.6°N 55.2°W：飓风加斯顿在百慕大东南偏东约925公里洋面达到风力时速195公里，最低气压955毫巴（百帕，28.2英寸汞柱）的最高强度[18]。
- 12点，30°48′N 55°24′W / 30.8°N 55.4°W：飓风加斯顿在百慕大东南偏东约910公里位置减弱成二级飓风[18]。

8月31日
- 0点，32°42′N 51°30′W / 32.7°N 51.5°W：飓风加斯顿在百慕大以东约1245公里水域再度增强成三级飓风[18]。
- 6点，24°24′N 88°00′W / 24.4°N 88.0°W：第九号热带低气压在坎昆西北偏北约385公里海域升级成热带风暴赫敏[20]。
- 18点，34°30′N 47°54′W / 34.5°N 47.9°W：飓风加斯顿在百慕大东北偏东约1585公里洋面第二次弱化成二级飓风[18]。

### 9月
9月1日

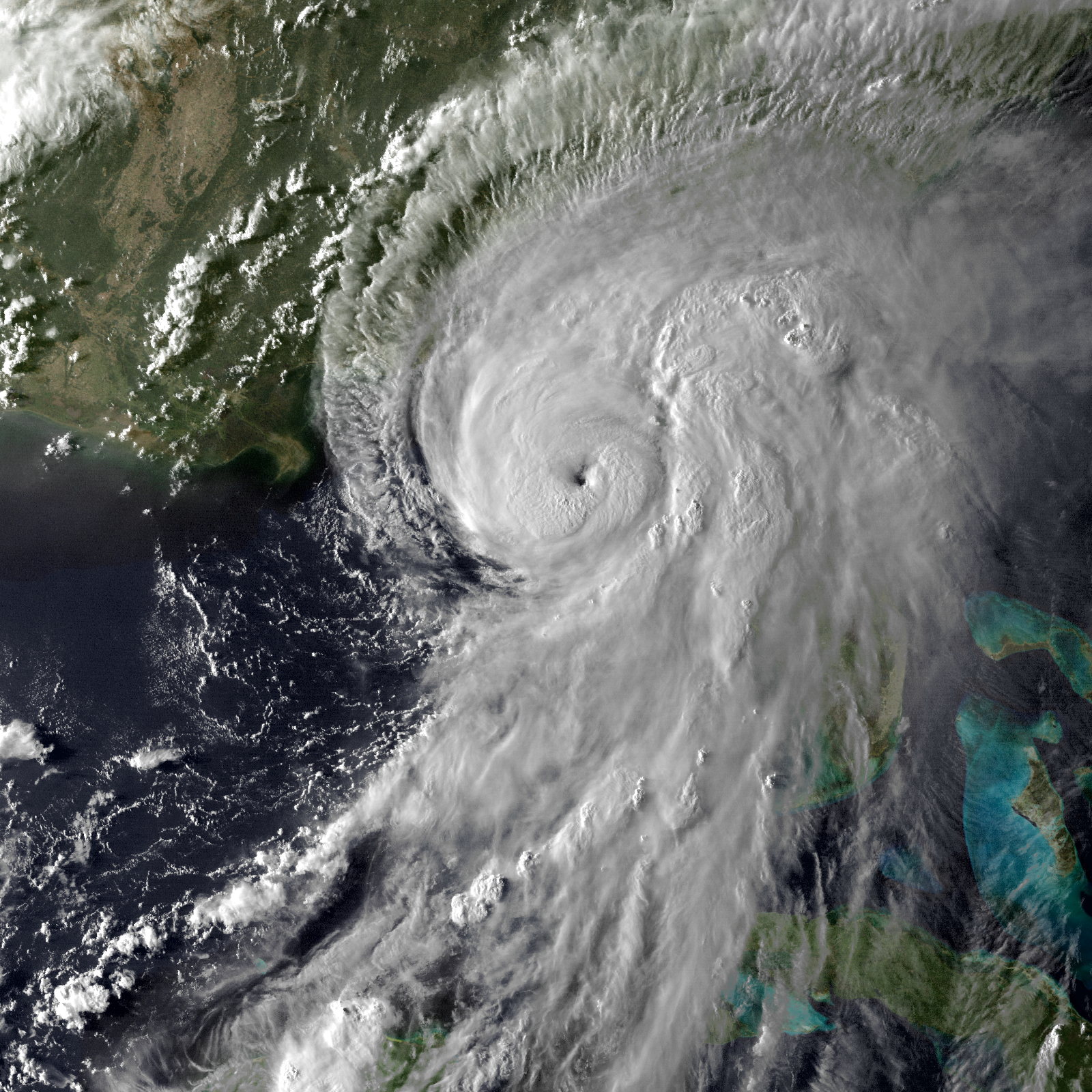
9月1日飓风赫敏逼近佛罗里达州沿海

- 6点：第八号热带低气压在弗吉尼亚州弗吉尼亚海滩以东约465公里位置消散[19]。
- 12点，37°06′N 42°00′W / 37.1°N 42.0°W：飓风加斯顿在亚速尔群岛西南方向约975公里水域降至一级飓风强度[18]。
- 18点，27°54′N 85°30′W / 27.9°N 85.5°W：热带风暴赫敏在佛罗里达州阿巴拉契科拉西南偏南约210公里海域升级成一级飓风[20]。

9月2日
- 0点，29°00′N 84°48′W / 29.0°N 84.8°W：飓风赫敏在佛罗里达州阿巴拉契科拉东南偏南仅85公里近海达到时速130公里的最高风度[20]。
- 5点30分，30°06′N 84°06′W / 30.1°N 84.1°W：飓风赫敏达到981毫巴（百帕，28.97英寸汞柱）最低气压并以持续风速每小时130公里强度在佛罗里达州圣马克东侧不远处登陆[20]。
- 8点，30°36′N 83°48′W / 30.6°N 83.8°W：飓风赫敏在佛罗里达州塔拉赫西东北偏东仅50公里近海降级成热带风暴[20]。
- 12点，38°54′N 33°00′W / 38.9°N 33.0°W：飓风加斯顿在亚速尔群岛西南方向约160公里海域减弱成热带风暴[18]。
- 18点，39°18′N 31°12′W / 39.3°N 31.2°W：热带风暴加斯顿在亚速尔群岛弗洛雷斯岛上空退化成不含对流的残留低气压区[18]。

9月3日
- 12点，35°48′N 75°30′W / 35.8°N 75.5°W：热带风暴赫敏在北卡罗来纳州外滩群岛的俄勒冈水湾（Oregon Inlet）转变成温带气旋[20]。

9月12日
- 6点，20°30′N 49°18′W / 20.5°N 49.3°W：百慕大东南方向约1665公里洋面的低气压区发展成热带风暴伊恩[21]。

9月13日
- 6点，27°18′N 80°12′W / 27.3°N 80.2°W：佛罗里达州约翰逊海滩附近的低气压区发展成热带低气压，并在几乎同一时间以风力时速55公里强度登陆[22]
- 12点，28°00′N 80°42′W / 28.0°N 80.7°W：热带低气压在佛罗里达州朱恩公园以南仅十公里近海强化成热带风暴朱莉娅[22]。
- 18点，29°00′N 81°12′W / 29.0°N 81.2°W：热带风暴朱莉娅达到最高强度在佛罗里达州德兰东南偏东仅十公里近海达到持续风速每小时85公里的最高强度[22]。

9月14日

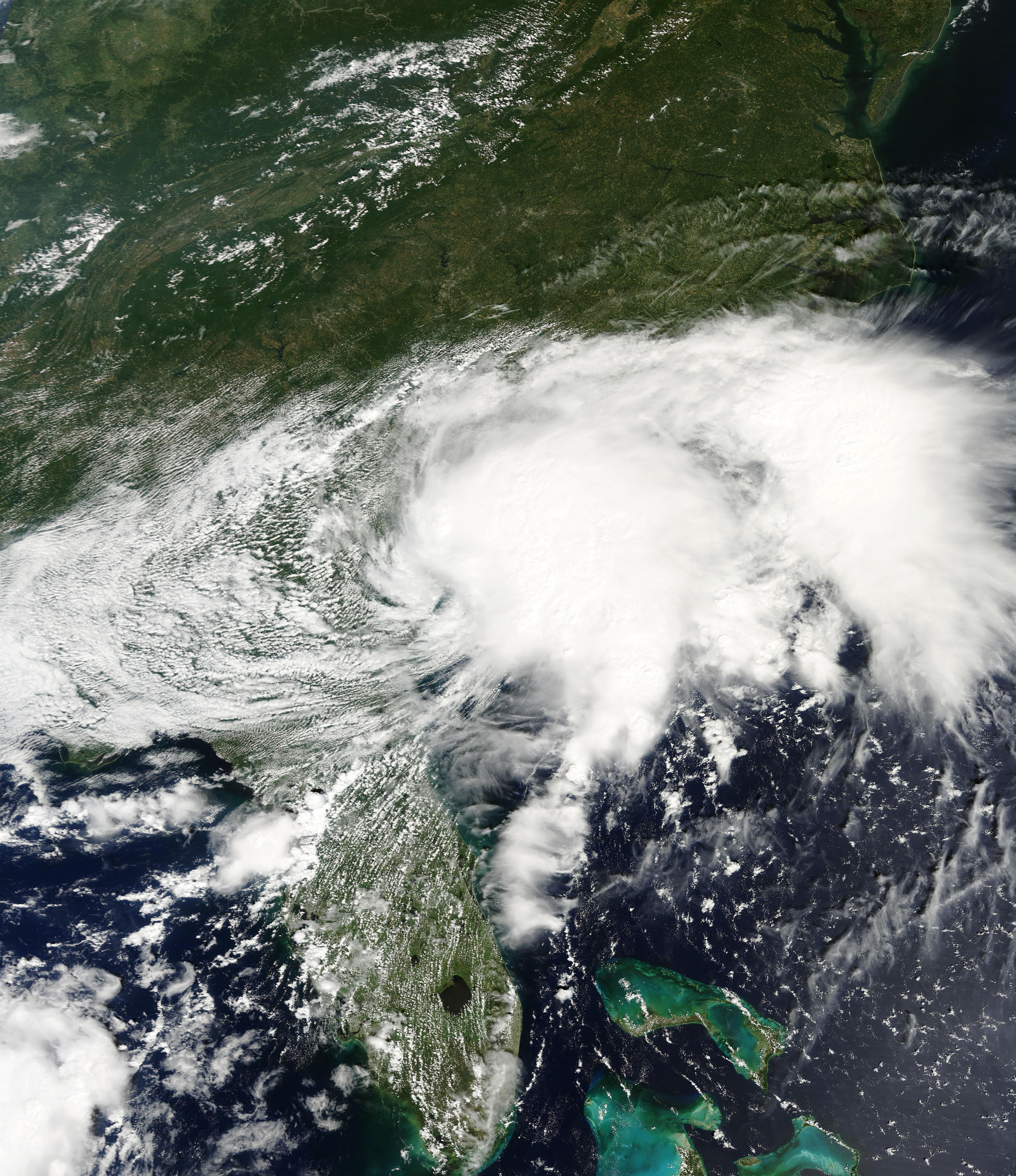
9月14日热带风暴朱莉娅位于乔治亚州上空

- 6点，16°12′N 23°12′W / 16.2°N 23.2°W：中心位于佛得角群岛东侧附近的低气压区发展成第十二号热带低气压[23]。
- 18点，32°06′N 53°48′W / 32.1°N 53.8°W：热带风暴伊恩在百慕大以东约970公里水域转变成副热带风暴[21]。

9月15日
- 0点，31°54′N 80°06′W / 31.9°N 80.1°W：热带风暴朱莉娅在乔治亚州萨凡纳以东约95公里近海达到1007毫巴（百帕，29.74英寸汞柱）最低气压值[22]。
- 6点，17°30′N 28°42′W / 17.5°N 28.7°W：第十二号热带低气压在佛得角群岛以西约360公里洋面增强成热带风暴卡尔[23]。
- 12点，36°18′N 51°30′W / 36.3°N 51.5°W：副热带风暴伊恩在百慕大东北方向约1285公里水域转变成热带风暴[21]。

9月16日
- 6点，43°12′N 42°54′W / 43.2°N 42.9°W：热带风暴伊恩在亚速尔群岛西北偏西约1060公里海域达到风力时速95公里，最低气压994毫巴（百帕，29.36英寸汞柱）的最高强度[21]。
- 12点，46°48′N 38°36′W / 46.8°N 38.6°W：热带风暴伊恩在亚速尔群岛西北方向约1015公里洋面转变成温带气旋[21]。

9月17
- 0点，30°24′N 76°00′W / 30.4°N 76.0°W：热带风暴朱莉娅在乔治亚州萨凡纳东南偏东约525公里水域降级成热带低气压[22]。

9月19日
- 0点，32°12′N 78°18′W / 32.2°N 78.3°W：热带低气压朱莉娅在南卡罗来纳州查尔斯顿东南方向约150公里近海消退成不含对流的残留低气压区[22]。
- 12点，13°24′N 27°18′W / 13.4°N 27.3°W：佛得角群岛西南偏西约360公里海域的低气压区发展成第十三号热带低气压[24]

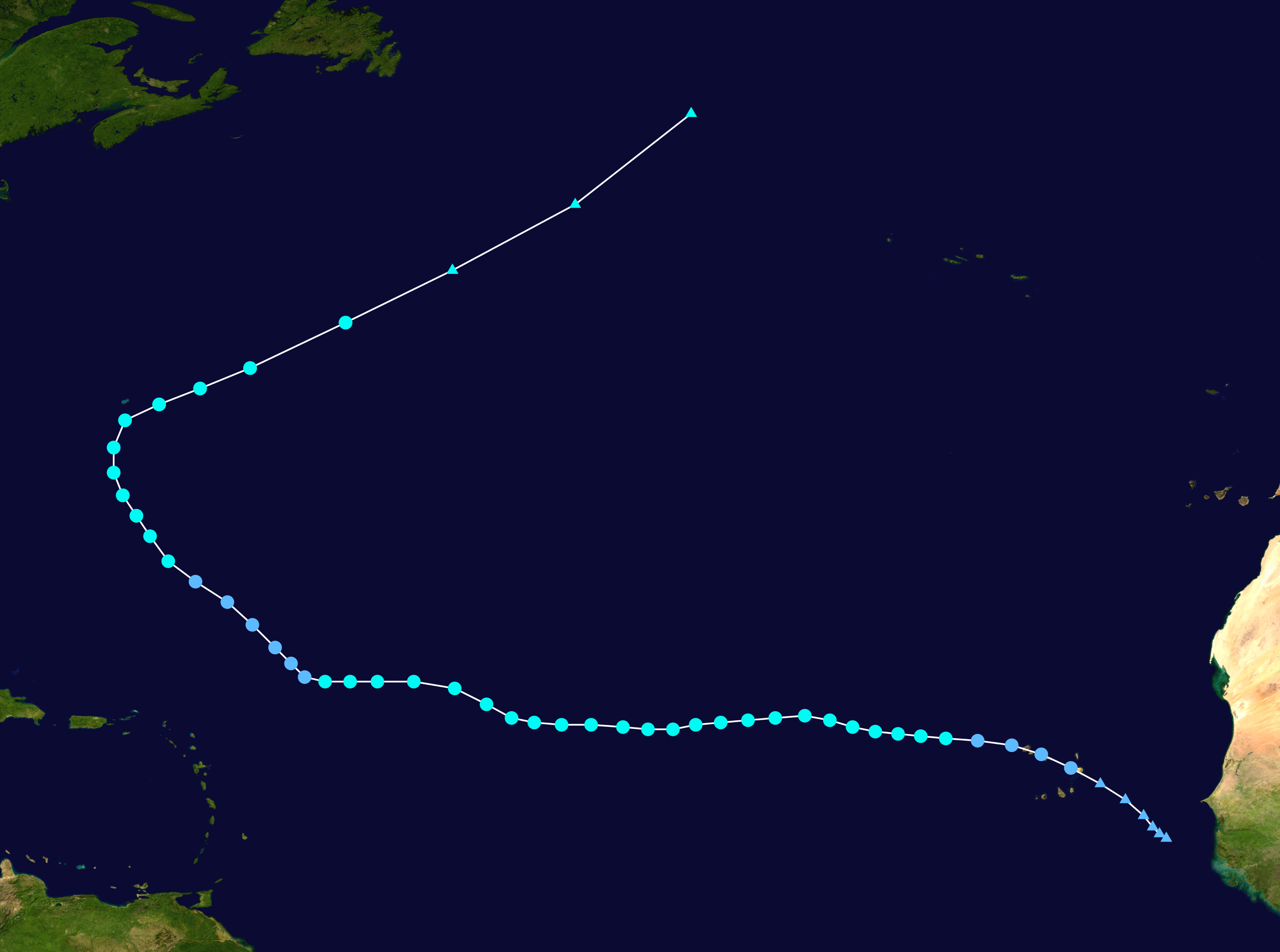
9月中到下旬热带风暴卡尔的移动路线

9月20日
- 12点，15°06′N 30°00′W / 15.1°N 30.0°W：第十三号热带低气压在佛得角群岛南部以西约570公里海域升级成热带风暴丽莎[24]。

9月21日
- 6点，20°12′N 56°54′W / 20.2°N 56.9°W热带风暴卡尔在巴巴多斯以北约830公里洋面弱化成热带低气压[23]。

9月22日
- 12点，19°42′N 33°48′W / 19.7°N 33.8°W：热带风暴丽莎在佛得角群岛西北偏西约940公里水域达到持续风速每小时85公里，最低气压999毫巴（百帕，29.5英寸汞柱）的最高强度[24]。
- 18点，25°18′N 62°54′W / 25.3°N 62.9°W：热带低气压卡尔在百慕大东南偏南约790公里海域再达增强成热带风暴[23]。

9月23日
- 18点，29°12′N 65°18′W / 29.2°N 65.3°W：热带风暴卡尔在百慕大以南约340公里洋面达到988毫巴（百帕，29.18英寸汞柱）最低气压值[23]。

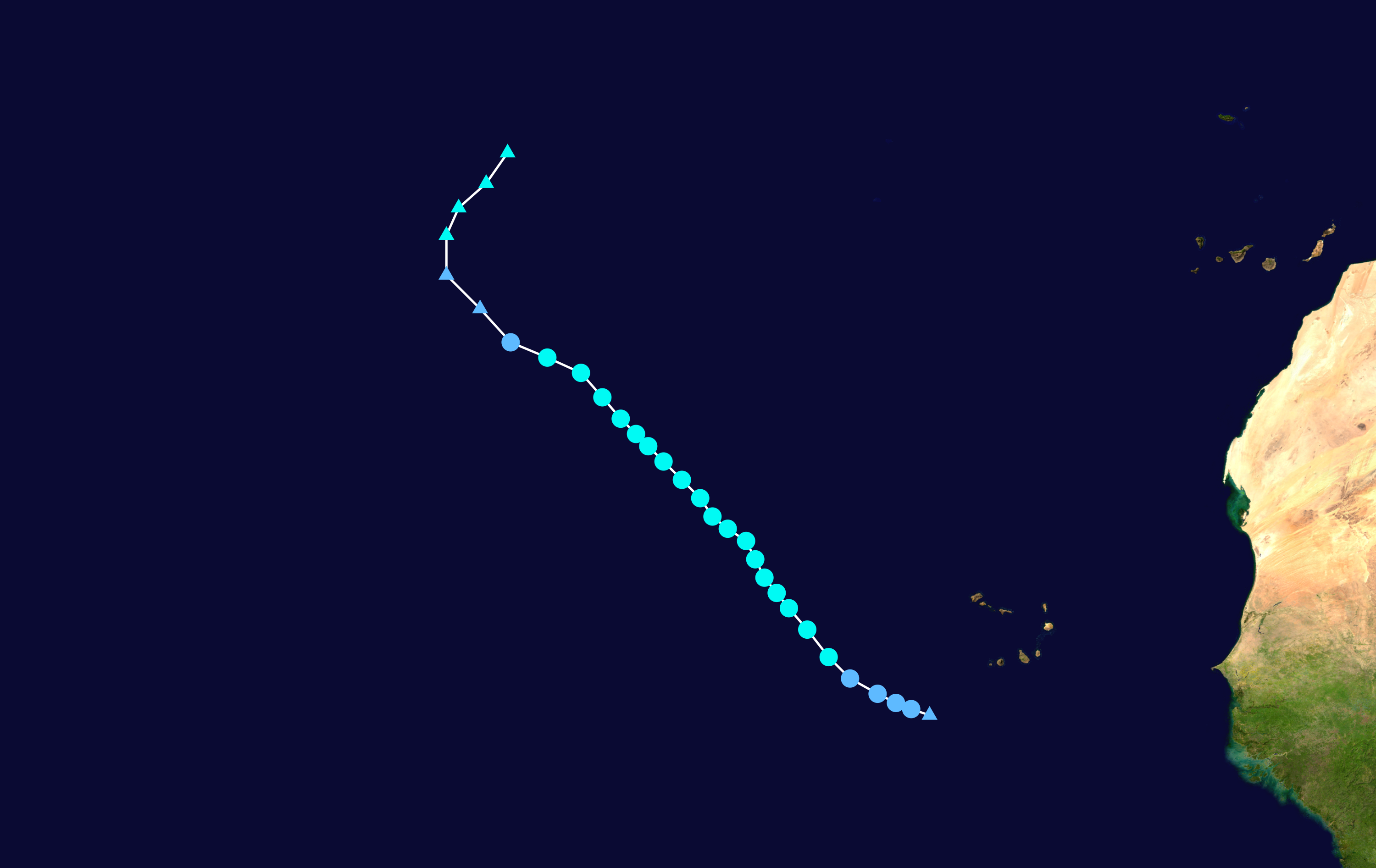
9月下旬热带风暴丽莎的行动路径

9月25日
- 0点，25°24′N 40°24′W / 25.4°N 40.4°W：热带风暴丽莎在佛得角群岛西北方向约1810公里水域弱化成热带低气压[24]。
- 6点，35°48′N 55°06′W / 35.8°N 55.1°W：热带风暴卡尔在百慕大东北方向约975公里海域达到最高风速[23]。
- 6点，26°30′N 41°24′W / 26.5°N 41.4°W：热带低气压丽莎在佛得角群岛西北方向约1965公里洋面消退成不含对流的残留低气压区[24]。
- 12点，38°06′N 50°24′W / 38.1°N 50.4°W：热带风暴卡尔在百慕大东北方向约1455公里位置转变成温带气旋[23]。

9月28日
- 12点，13°24′N 59°48′W / 13.4°N 59.8°W：巴巴多斯西北偏西仅25公里近海的低气压区发展成热带风暴马修[10]。

9月29日
- 18点，14°12′N 66°54′W / 14.2°N 66.9°W：热带风暴马修在库拉索东北方向约300公里水域升级成一级飓风[10]。

9月30日
- 6点，14°00′N 69°18′W / 14.0°N 69.3°W：飓风马修在库拉索以北约185公里海域快速增强成二级飓风[10]。
- 12点，13°48′N 70°24′W / 13.8°N 70.4°W：飓风马修在阿鲁巴西北偏北约145公里洋面快速增强成三级飓风[10]
- 18点，13°30′N 71°12′W / 13.5°N 71.2°W：飓风马修在阿鲁巴西北方向约160公里位置快速增强成四级飓风[10]。

### 10月

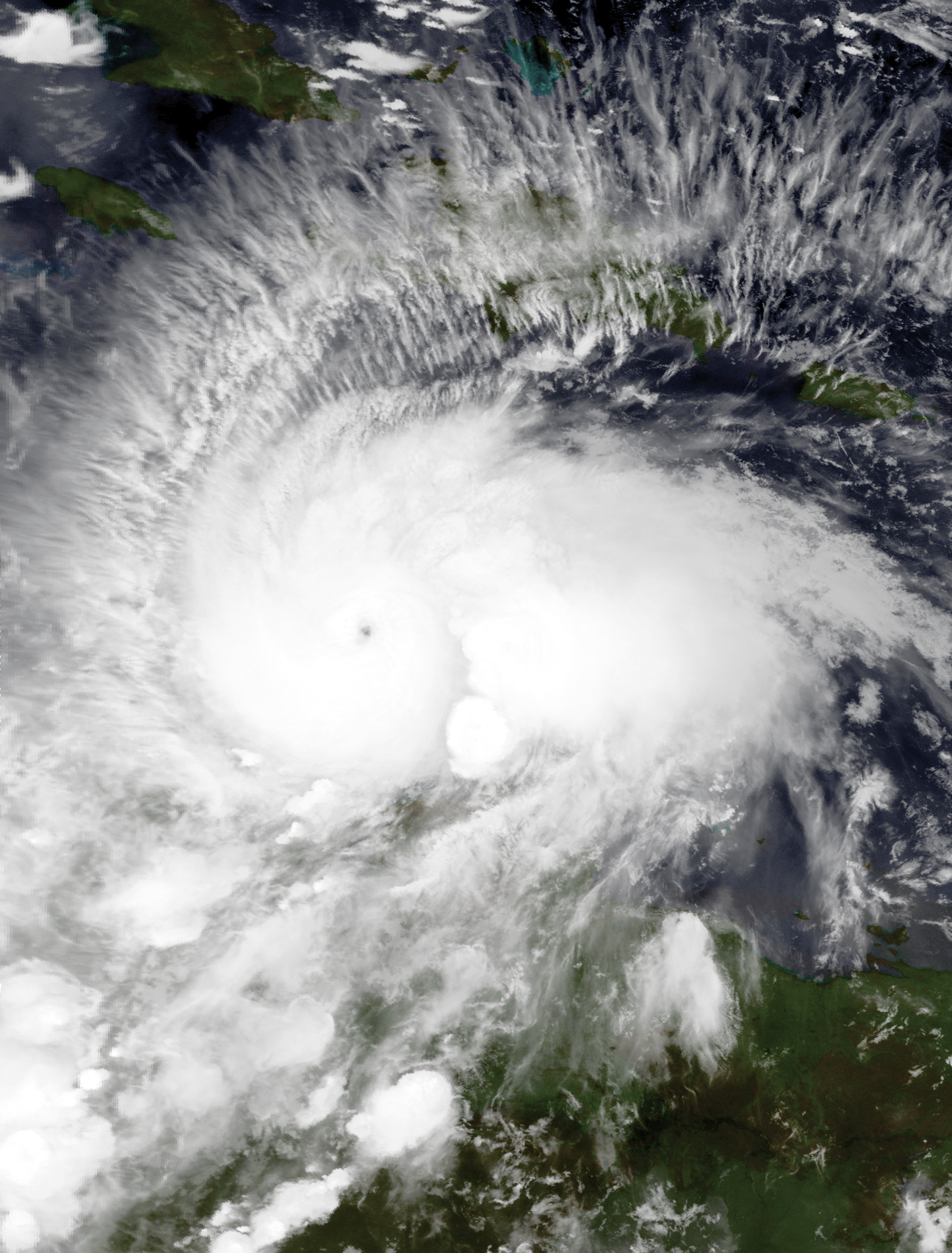
10月1日的五级飓风马修

10月1日
- 0点，13°24′N 71°54′W / 13.4°N 71.9°W：飓风马修在阿鲁巴西北偏西约215公里水域快速增强成五级飓风，并在几乎同一时间达到每小时270公里的最高风速[10]。
- 12点，13°24′N 73°06′W / 13.4°N 73.1°W：飓风马修在的牙买加京斯敦东南方向约645公里海域减弱成四级飓风[10]。

10月4日
- 0点，16°36′N 74°36′W / 16.6°N 74.6°W：飓风马修的气压在京斯敦东南方向约280公里洋面降至934毫巴（百帕，27.58英寸汞柱）最低值[10]。
- 6点，23°12′N 59°48′W / 23.2°N 59.8°W：波多黎各圣胡安东北方向约855公里位置的低气压区发展成热带风暴妮科尔[11]。
- 11点，18°18′N 74°18′W / 18.3°N 74.3°W：飓风马修以风力时速240公里强度首度登陆海地[10]。

10月5日
- 0点，20°06′N 74°18′W / 20.1°N 74.3°W：飓风马修以持续风速每小时210公里强度第二次登陆海地[10]。
- 6点，20°42′N 74°24′W / 20.7°N 74.4°W：飓风马修在巴哈马拿骚东南方向约570公里水域弱化成三级飓风[10]。

10月6日
- 12点，24°42′N 77°30′W / 24.7°N 77.5°W：飓风马修在拿骚西南偏南仅40公里近海再度达到四级飓风标准[10]。
- 18点，27°18′N 65°06′W / 27.3°N 65.1°W：热带风暴妮科尔在百慕大以南约555公里海域强化成一级飓风[11]。

10月7日
- 0点，26°42′N 79°00′W / 26.7°N 79.0°W：飓风马修以持续风速每小时210公里强度从大巴哈马岛西尾（West End）附近第三次登陆[10]。
- 0点，27°30′N 65°12′W / 27.5°N 65.2°W：飓风妮科尔在百慕大以南约530公里洋面成为二级飓风[11]。
- 6点，27°42′N 79°42′W / 27.7°N 79.7°W：飓风马修在佛罗里达州维罗海滩以东约75公里位置第二次减弱成三级飓风[10]。
- 6点，27°36′N 65°12′W / 27.6°N 65.2°W：飓风妮科尔在百慕大以南约515公里水域弱化成一级飓风[11]。
- 12点，27°36′N 65°12′W / 27.6°N 65.2°W：飓风妮科尔在百慕大以南约515公里海域降级成热带风暴[11]。

10月8日
- 0点，30°42′N 80°36′W / 30.7°N 80.6°W：飓风马修在佛罗里达州杰克逊维尔东北方向110公里近海减弱成二级飓风[10]。
- 12点，32°30′N 79°54′W / 32.5°N 79.9°W：飓风马修在南卡罗来纳州查尔斯顿以南仅30公里近海弱化成一级飓风[10]。
- 15点，33°00′N 79°30′W / 33.0°N 79.5°W：飓风马修以风力时速140公里强度从南卡罗来纳州麦克勒安威尔以南约十公里位置第四次也是最后一次登陆[10]。

10月9日

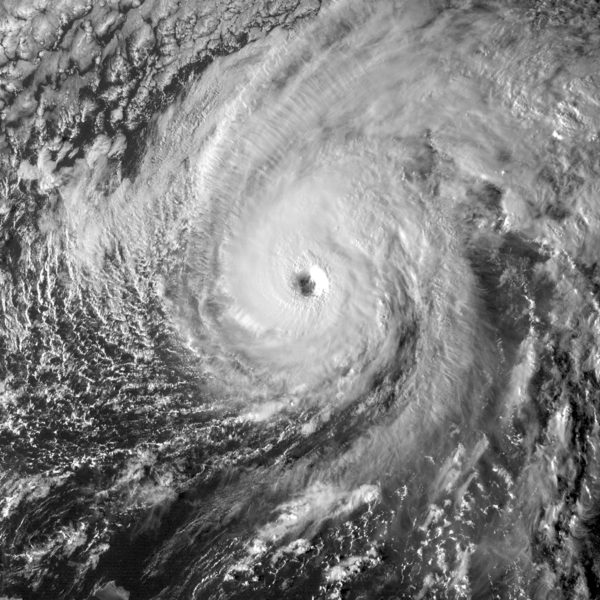
10月12日即便达到四级飓风标准的飓风妮科尔

- 12点，35°00′N 74°30′W / 35.0°N 74.5°W：飓风马修在北卡罗来纳州哈特拉斯角以东仅95公里近海转变成温带气旋[10]。

10月11日
- 18点，27°12′N 66°12′W / 27.2°N 66.2°W：热带风暴妮科尔在百慕大西南偏南约570公里洋面第二次升级成一级飓风[11]。

10月12日
- 6点，27°36′N 66°48′W / 27.6°N 66.8°W：飓风妮科尔在百慕大西南偏南约545公里水域又一次达到二级飓风标准[11]。
- 18点，28°42′N 66°48′W / 28.7°N 66.8°W：飓风妮科尔在百慕大以南约435公里海域成为三级飓风[11]。

10月13日
- 0点，29°36′N 66°30′W / 29.6°N 66.5°W：飓风妮科尔在百慕大西南偏南约330公里位置增强成四级飓风[11]。
- 6点，30°36′N 66°12′W / 30.6°N 66.2°W：飓风妮科尔在百慕大西南偏南约215公里洋面达到持续风速每小时220公里，最低气压950毫巴（百帕，28.06英寸汞柱）最高强度[11]。
- 12点，31°36′N 65°18′W / 31.6°N 65.3°W：飓风妮科尔在百慕大西南偏南仅85公里近海减弱成三级飓风[11]。
- 18点，33°00′N 63°54′W / 33.0°N 63.9°W：飓风妮科尔的强度在百慕大东北方向仅100公里近海回落至二级飓风范围[11]。

10月14日
- 6点，34°54′N 60°30′W / 34.9°N 60.5°W：飓风妮科尔在百慕大东北方向约485公里水域削弱成一级飓风[11]。

10月18日
- 0点，43°30′N 41°54′W / 43.5°N 41.9°W：飓风妮科尔在亚速尔群岛西北偏西约1000公里海域降级成热带风暴[11]。
- 12点，49°00′N 38°30′W / 49.0°N 38.5°W：热带风暴妮科尔在亚速尔群岛西北方向约1215公里洋面转变成温带气旋[11]。

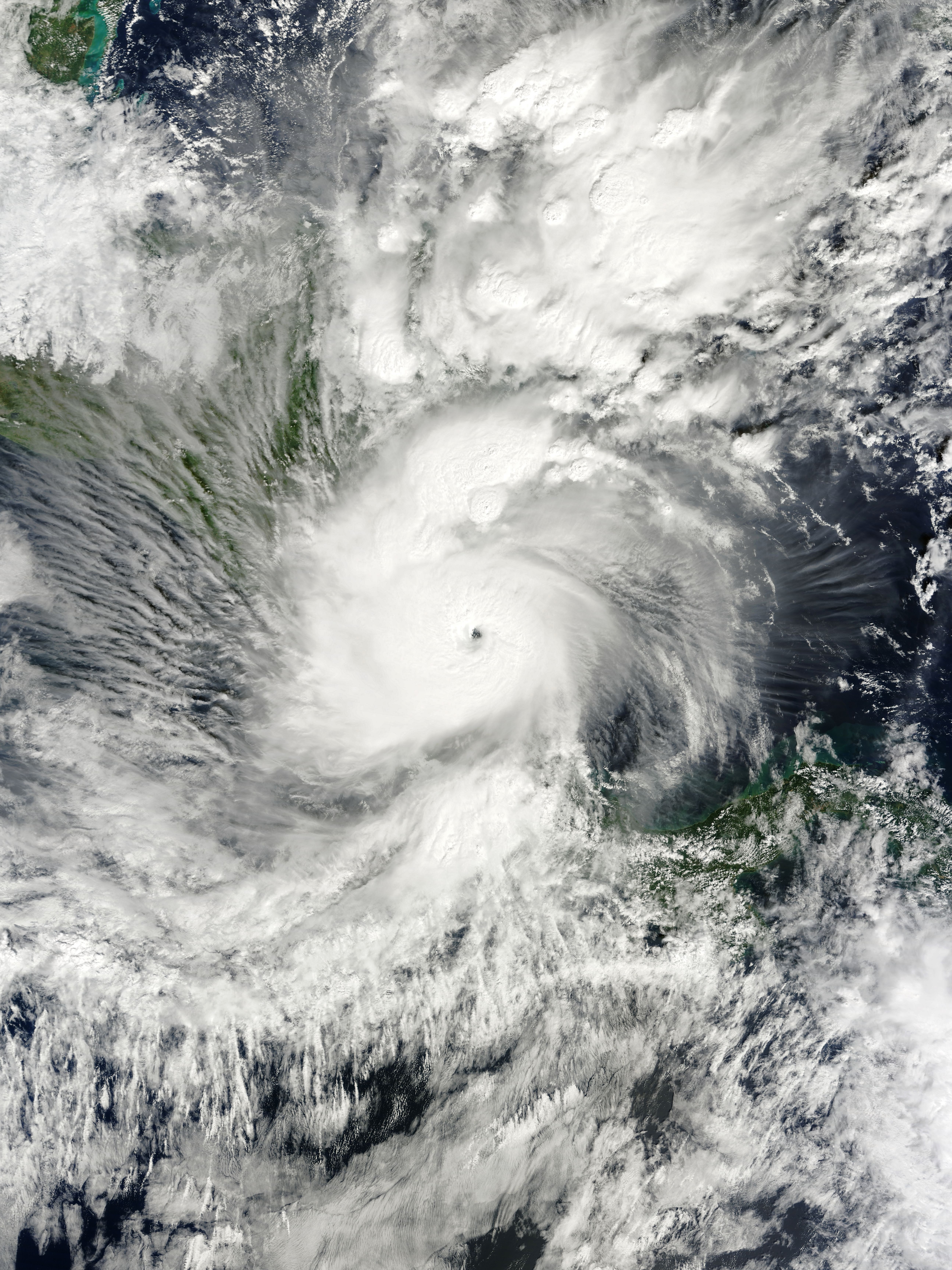
11月24日，飓风奥托以最高强度登尼加拉瓜东南部

### 11月
11月20日
- 18点，11°06′N 79°42′W / 11.1°N 79.7°W：巴拿马科隆以北约195公里水域的低气压区发展成第十六号热带低气压[4]。

11月21
- 6点，11°18′N 79°18′W / 11.3°N 79.3°W：第十六号热带低气压在巴拿马科隆东北偏北约235公里位置升级成热带风暴奥托[4]。

11月23日
- 18点，11°12′N 81°06′W / 11.2°N 81.1°W：热带风暴奥托在巴拿马科隆西北方向约250公里海域增强成一级飓风[4]。

11月24日
- 6点，11°06′N 82°24′W / 11.1°N 82.4°W：飓风奥托在哥斯达黎加与尼加拉瓜边境以东约150公里近海强化成二级飓风[4]。
- 12点，11°00′N 83°00′W / 11.0°N 83.0°W：飓风奥托在哥斯达黎加与尼加拉瓜边境以东仅75公里近海成为三级飓风，并在几乎同一时间达到达到持续风速每小时185公里，最低气压975毫巴（百帕，28.8英寸汞柱）的最高强度[4]。
- 17点30分，11°00′N 83°48′W / 11.0°N 83.8°W：飓风奥托以风力时速185公里强度从哥斯达黎加与尼加拉瓜边境西北方向仅15公里处登陆[4]。
- 18点，11°00′N 83°54′W / 11.0°N 83.9°W：飓风奥托在哥斯达黎加与尼加拉瓜边境西北方向仅25公里处减弱成二级飓风[4]。

11月25日
- 0点，10°54′N 84°54′W / 10.9°N 84.9°W：飓风奥托在哥斯达黎加利韦里亚东北方向约65公里近海弱化成一级飓风[4]。
- 3点30分，10°42′N 85°36′W / 10.7°N 85.6°W：飓风奥托降级成热带风暴并进入东太平洋[4]。

11月30日
- 2016年大西洋飓风季正式结束[3]。

## 脚注
1. ↑  大型飓风指风速按萨菲尔-辛普森飓风风力等级达到三级或以上的飓风[5]。